# BIG SHOW 2009
BIG SHOW 2009는 빅뱅의 여섯 번째 콘서트 투어이다. 이 콘서트의 공연 실황을 담은 DVD가 2009년 7월 23일에 발매되어 6만장의 판매량을 기록했다.

## 투어 일정
| 날짜                      | 도시 | 국가     | 장소                   | 관객 수       |
| ------------------------- | ---- | -------- | ---------------------- | ------------- |
| 2009년 1월 30일           | 서울 | 대한민국 | 올림픽 공원 체조경기장 | 통산 56,000명 |
| 2009년 1월 31일(2회 공연) | 서울 | 대한민국 | 올림픽 공원 체조경기장 | 통산 56,000명 |
| 2009년 2월 1일            | 서울 | 대한민국 | 올림픽 공원 체조경기장 | 통산 56,000명 |

## 세트 리스트
- Opening Vocal Ensemble -
- 하루하루
- 천국

- Ment -

- VCR #2 -
- Strong Baby (승리 Solo)
- Number 1
- STYLISH (THE FILA)

- VCR #3 - 
- 나만 바라봐 (태양 Solo)
- 아무렇지 않은 척 (T.O.P Solo)

- Ment -
- Lady
- Wonderful
- DJing Performance (지드래곤 Solo)
- This Love (지드래곤 Solo)
- 눈물뿐인 바보
- 착한 사람
- OH MY BABY
- ALWAYS
- MAKE LOVE

- VCR #3 -  
- 대박이야 (대성 Solo)

- Ment - 
- La-La-La + BIGBANG
- How Gee + 흔들어

- Ment - 
- 오.아.오
- 마지막 인사_Rearranged
- 붉은 노을

- Encore -
- OH MY FRIEND
- 거짓말